# Beatles '65
Ne doit pas être confondu avec Beatles '64.
Albums nord-américains des Beatles
The Beatles' Story
(1964) The Early Beatles
(1965)
Beatles '65 est un album des Beatles, le 6e publié aux États-Unis par Capitol Records. Onze jours après la sortie de Beatles For Sale sur le label Parlophone au Royaume-Uni, il en reprend huit titres sur 14, complétés par I Feel Fine/She's a Woman, le récent single publié des deux côtés de l'Atlantique, et I'll Be Back, tirée de l'édition britannique de l'album A Hard Day's Night.

## Historique
Aux États-Unis, en 1964, six 33-tours des Beatles ont été publiés, dont quatre par Capitol Records (sans compter le disque documentaire The Beatles' Story). De ces albums studio, quatre ont atteint la première place des palmarès tandis que Introducing… The Beatles et Something New ont tout de même atteint la seconde position. Beatles '65 est le dernier de cette année faste. 
Le disque Beatles For Sale est sorti en Angleterre le 4 décembre et les bandes maîtresse n'ont été livrées que le 9 novembre, ce qui donnait très peu de temps à Capitol d'offrir leur version de cet album aux disquaires avant la période des fêtes. Ils décidèrent donc de faire presser une partie des disques chez leurs concurrents, Columbia, RCA et Decca, pour finalement réussir à livrer ce 33-tours abrégé le 15 décembre, à temps pour le magasinage des fêtes de dernière minute. Ce disque compte huit des quatorze chansons du dernier disque britannique, I'll Be Back tiré de A Hard Day's Night et les deux faces du single I Feel Fine / She's a Woman, ces dernières avec une forte réverbération rajoutée par Capitol,. Il est aussi publié en Allemagne le 4 mai.
Quatre chansons tirées de Beatles '65 seront publiées, le 1er février 1965, dans un des rares E.P. américain intitulé 4 by the Beatles.
Le 9 février 1965, Beatles '65 atteint la première place du Billboard 200 une semaine après son entrée. Il demeure dans ce palmarès pour un total de soixante-et-onze semaines.

## Pochette
Les photos, une représentation des quatre saisons, sont l'œuvre de Robert Whitaker (en) prises au studio Farringdon à Londres. Sur la photo grand format, les Beatles tiennent des parapluies, symbolisant l'hiver pluvieux d'Angleterre. Sur la petite de gauche, ils ont dans les mains des ressorts; en anglais, le mot « spring » signifie autant cette pièce mécanique que la saison du printemps. Sur le cliché du centre, on voit Paul avec un mouchoir attaché sur la tête, George avec une serviette de plage sur l'épaule et Ringo et John portant des verres fumés, ce dernier sous un parapluie en guise de parasol; toutes des représentations de la saison estivale. Finalement, sur la petite photo de droite, on voit George portant un panier en osier et les autres tenant des balais de branchettes; ceci représentant la récolte et le nettoyage automnal. Sur les clichés du printemps et de l'été, on remarque que les musiciens ont le même  habillement que sur la pochette du disque Beatles VI, la raison étant que le photographe britannique Bill Francis les a photographiés la même journée, dans le même studio. Au dessus du titre se retrouve la phrase « Great New Hits by John, Paul, George and Ringo » (Super nouveaux tubes par John, Paul, George et Ringo).
Cette pochette au thème saisonnier sera aussi utilisée pour l'album The Beatles No. 5, disque japonais publié le 5 mai 1965.

## Pistes
Tous les morceaux sont composés par Paul McCartney et John Lennon, sauf mention contraire. Les pièces sont tirées de l'album britannique Beatles for Sale sauf celles suivies des symboles suivants : ‡ Album A Hard Day's Night, ƒA - ƒB Face A ou B d'un 45 tours.
- Face 1 :
  1. No Reply – 2:17
  2. I'm a Loser – 2:33
  3. Baby's in Black – 2:07
  4. Rock and Roll Music (Chuck Berry) – 2:33
  5. I'll Follow the Sun – 1:51
  6. Mr. Moonlight (Roy Lee Johnson) – 2:37
- Face 2 :
  1. Honey Don't (Carl Perkins) 2:59
  2. I'll Be Back 2:21 ‡
  3. She's a Woman 3:03 ƒB
  4. I Feel Fine - 3:11 ƒA
  5. Everybody's Trying to Be My Baby (Carl Perkins) – 2:23

## Rééditions
Ce disque a été réédité en CD le 15 novembre 2004, avec les mixages effectués à l'époque par Capitol Records, dans la collection The Capitol Albums Volume 1 et, en janvier 2014, cette fois avec les mixages de la réédition de 2009, dans la collection The U.S. Albums. Le 22 novembre 2024, Beatles '65 est réédité sur disque en vinyle 180 grammes dans un boîtier intitulé 1964 US Albums in Mono qui compile les sept albums américains publiés en 1964.

## Classements hebdomadaires
| Classement (1964-1965)       | Meilleure place |
| ---------------------------- | --------------- |
| Allemagne (Media Control AG) | 9               |
| États-Unis (Billboard 200)   | 1               |

## Certifications
| Pays                  | Certification | Unités certifiées | Date de certification |
| --------------------- | ------------- | ----------------- | --------------------- |
| Canada (Music Canada) | Platine       | 100 000           | 24 mars 1995          |
| États-Unis (RIAA)     | 3 × Platine   | 3 000 000         | 10 janvier 1997       |